# Pseudomonas syringae
Pseudomonas syringae è un batterio a forma d’asta, gram negativo. Esso è capace di produrre delle proteine che causano la nucleazione del ghiaccio, motivo per cui negli anni '70, è stato denominato come un "nucleatore di ghiaccio biologico" atmosferico. 

## Ceppi batterici
Esistono molti batteri della medesima specie:
- P.s. p.v. actinidiae attacca i kiwi Actinidia chinensis var. deliciosa.
- P.s. p.v. aesculi attacca l'ippocastano Aesculus hippocastanum
- P.s. p.v. aptata attacca le barbabietole Beta vulgaris.
- P.s. p.v. atrofaciens attacca il grano Triticum aestivum.
- P.s. p.v. dysoxylis attacca l'albero kohekohe Dysoxylum spectabile.
- P.s. p.v. glycinea attacca la soia Glycine max.
- P.s. p.v. japonica attacca l'orzo Hordeum vulgare.
- P.s. p.v. lapsa attacca il grano Triticum aestivum.
- P.s. pv. morsprunorum attacca le Druapacee
- P.s. p.v. panici attacca le specie erbacee Panicum.
- P.s. p.v. papulans attacca la specie di melo selvatico Malus sylvestris.
- P.s. p.v. persicae attacca i peschi.
- P.s. p.v. phaseolicola attacca i fagioli.
- P.s. p.v. pisi attacca i piselli Pisum sativum.
- P.s. p.v. syringae attacca le specie Syringa, Prunus e Phaseolus.
- P.s. p.v. tomato attacca il pomodoro.

## Storia
P. syringae fu scoperto per la prima volta da Paul Hoppe nel 1961 mentre studiava le colture di mais per il Dipartimento dell'Agricoltura degli Stati Uniti. Il suo studio ha rivelato l'esistenza di un batterio che è in grado di causare problemi di congelamento nelle colture a temperature comprese tra i -2 ed i -4°C. La sua ricerca ha portato a altre ricerche che negli anni successivi hanno rivelato P. syringae e le sue caratteristiche di nucleazione del ghiaccio che stavano causando problemi di congelamento nel raccolto. Il suddetto problema è che tra i -8 ed i -4°C gli steli e le radici delle piante si congelavano a causa della presenza di P. syringae. La ricerca sulla nucleazione del ghiaccio ha portato a scoperte di proteine di nucleazione del ghiaccio che sporgono dalla membrana esterna di P. syringae che facilita la loro capacità di nucleazione del ghiaccio.

## Proteine di nucleazione del ghiaccio
Pseudomonas syringae produce le “proteine di nucleazione del ghiaccio”. Queste proteine fungono da nuclei di congelamento, ovvero quelle microparticelle che causa la formazione dei cristalli di ghiaccio. 

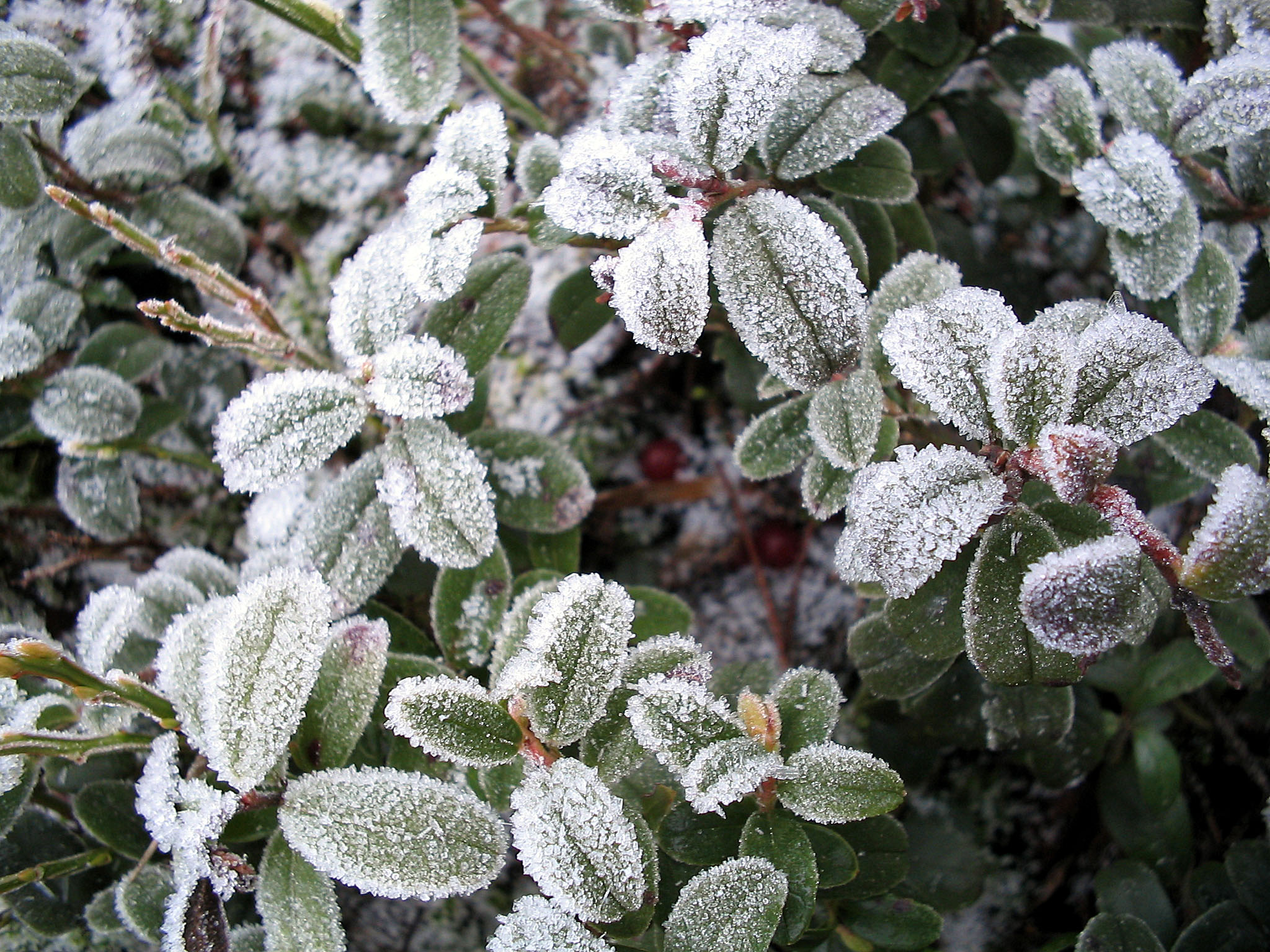

### Ice-minus
Ice-minus è una variante geneticamente modificata del batterio che non forma cristalli di ghiaccio, perciò viene rilasciato sulle piante che normalmente ospitano Pseudomonas syringae, in questo modo tra i 2 batteri inizia una competizione: se prevale la variante ice-minus ci sarà una condizione sfavorevole alla formazione del ghiaccio, nel caso contrario Pseudomonas syringae rimane comunque indebolito e quindi meno capace di formare del ghiaccio.

### Neve artificiale
Lo Pseudomonas syringae produce le proteine di nucleazione del ghiaccio che causano il congelamento dell'acqua a temperature tra i -2 ed i -4°C, queste proteine sono utilizzate anche nella produzione di neve artificiale. Nonostante molti paesi non consentano additivi particolari, ne viene prodotto uno basato su queste proteine chiamato Snowmax.

## Cancri
I cristalli di ghiaccio che produce sono capaci di perforare le cellule delle piante, pseudomonas syringae ne trae vantaggio colonizzando e conseguentemente infettando queste ultime.

### Cancro batterico dell’actinidia
Lo Pseudomonas syringae pv. actinidiae può causare nelle Actinidia chinensis il Cancro batterico dell’actinidia. Venne scoperto per la prima volta nel 1989 in Giappone, e 3 anni dopo fu segnalato nell’Italia centrale. iniziò a diventare un problema grave nel 2007 soprattutto per il Lazio, che detiene un terzo della produzione di kiwi italiana.

#### Danni
Tra inverno e primavera potrebbero iniziare a distaccarsi rami e germogli, a comparire essudati di colore biancastro e rosso ruggine, seguiti dall'imbrunimento dei fiori e dei 
boccioli e dalla formazione di necrosi marroni sulle foglie. Nonostante i sintomi osservabili, per ľ identificazione è necessaria ľ analisi in laboratorio.

### Bleeding canker

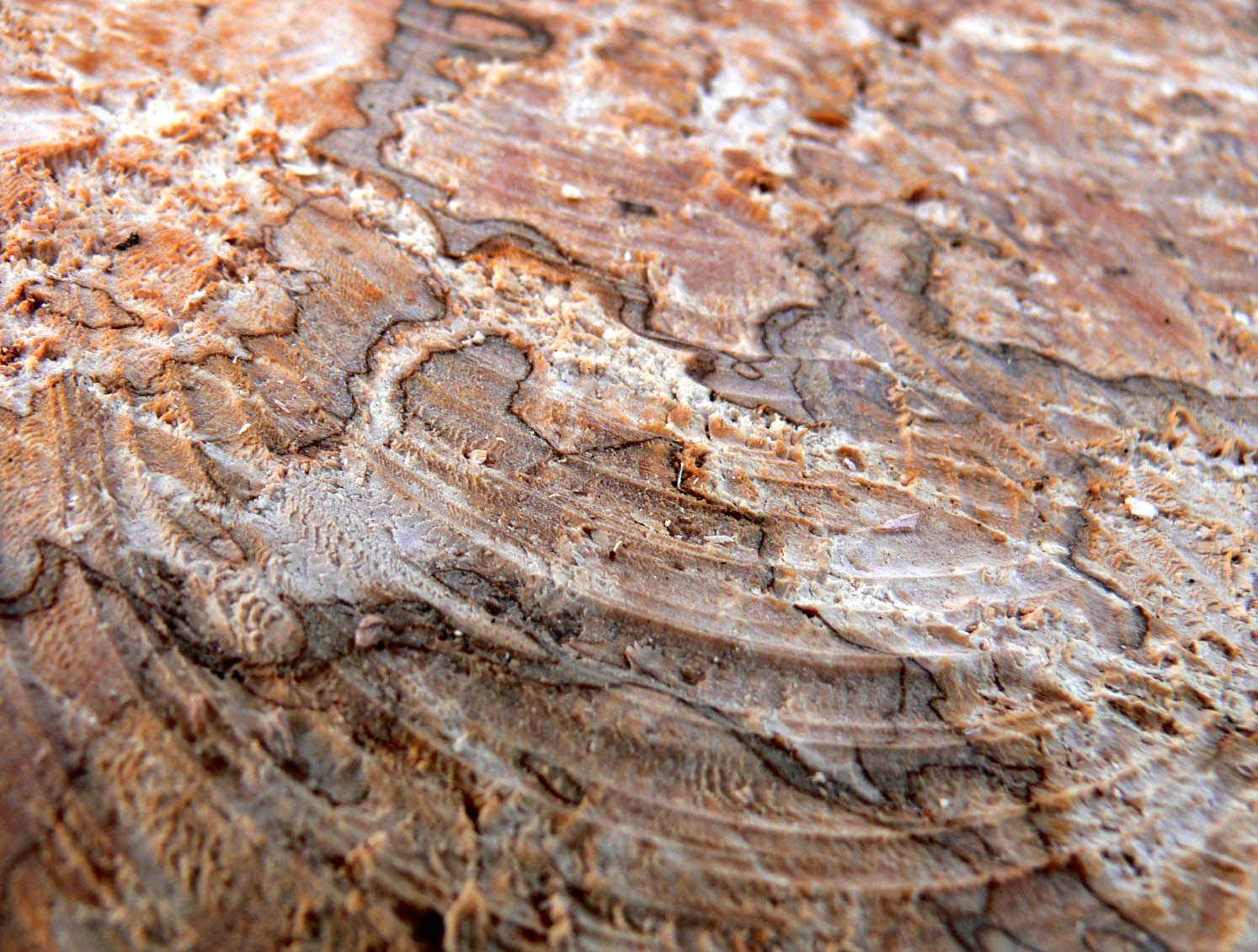
l'effetto dello pseudomonas syringae

Lo Pseudomonas syringae p.v. aesculi attacca l'ipocastano  Aesculus hippocastanum causandone il così detto "bleeding canker", si trova in Europa, specialmente in Gran Bretagna e in Svizzera.

#### Danni
già da diverso tempo sono note Le secrezioni «sanguinanti» dal tronco degli ippocastani, le cosiddette essudazioni fermentative,  . Gli esperti ritenevano che l’agente patogeno responsabile fosse un parassita del genere Phytophthora. Dall’inizio del nuovo millennio questi sintomi stanno aumentando progressivamente in molti paesi europei e provocano in alcune zone la moria in massa degli ippocastani (Aesculus hippocastanum).

### Cancro batterico delle Drupacee
lo Pseudomonas syringae pv. morsprunorum attacca il susino, il ciliegio dolce e acido, il pesco-nettarine-percoche e l'albicocco, causandone il cancro batterico delle Drupacee riscontrabile in Italia e nei paesi Nord Europa.

#### Danni
L'infezione coinvolge tutti gli organi della pianta fuori dal terreno, specialmente fusto e rami, che presentano le tipiche lesioni tumorali. Il fusto del susino e i rami del ciiliegio presentano sin dall'inizio della primavera striature longitudinali lievemente depresse che divengono più evidenti durante il periodo estivo. Infezioni più gravi creano lesioni che colpiscono l'intero asse di fusto e branche, portando al rapido deperimento le parti sovrastanti. Inoltre compaiono delle tacche necrotiche sui germogli e macule brune sulle foglie.